# Liste der Stolpersteine in Großkrotzenburg
Die Liste der Stolpersteine in Großkrotzenburg enthält die Stolpersteine, die im Rahmen des gleichnamigen Kunst-Projekts von Gunter Demnig in Großkrotzenburg verlegt wurden. Mit ihnen soll an die Opfer des Nationalsozialismus erinnert werden, die in Großkrotzenburg lebten und wirkten.

## Liste der Stolpersteine
| Name                    | Adresse                 | Bild | Inschrift | Verlegedatum  | Biografie und Anmerkungen |
| ----------------------- | ----------------------- | ---- | --- | ------------- | ------------------------- |
| Otto Freund             | Bahnhofstraße 4 ·       |      | Hier wohnte Otto Freund Jg. 1890 gedemütigt/entrechtet tot 1938                                                                                   | 17. Okt. 2009 |                           |
| Klara Freund            | Bahnhofstraße 4 ·       |      | Hier wohnte Klara Freund geb. Berberich Jg. 1893 deportiert 1941 Łodz ermordet                                                                    | 17. Okt. 2009 |                           |
| Lina Westheimer         | Bahnhofstraße 4 ·       |      | Hier wohnte Lina Westheimer geb. Berberich Jg. 1895 deportiert 1942 Krasnystaw ermordet                                                           | 14. Juli 2021 |                           |
| Josef Waller            | Bahnhofstraße 6 ·       |      | Hier wohnte Josef Waller Jg. 1866 deportiert 15.9.1942 Theresienstadt ermordet 14.2.1943                                                          | 17. Okt. 2009 |                           |
| Julius Walter Berberich | Bahnhofstraße 18 ·      |      | Hier wohnte Julius Walter Berberich Jg. 1909 'Schutzhaft' 1938 Buchenwald deportiert 1940 Gurs interniert Drancy 1942 Auschwitz ermordet 4.1.1943 | 14. Juli 221  |                           |
| Salomon Hirschmann      | Borngasse 3 ·           |      | Hier wohnte Salomon Hirschmann Jg. 1879 deportiert 1942 Sobibor ermordet 3.6.1942                                                                 | 14. Juli 2021 |                           |
| Sara Hirschmann         | Borngasse 3 ·           |      | Hier wohnte Sara Hirschmann geb. Rosenberg Jg. 1886 deportiert 1942 Sobibor ermordet 3.6.1942                                                     | 14. Juli 2021 |                           |
| Hedwig Waller           | Borngasse 5 ·           |      | Hier wohnte Hedwig Waller Jg. 1901 deportiert 1942 Raasiku ermordet 26.9.1942                                                                     | 29. März 2011 |                           |
| Paula Ring              | Borngasse 5 ·           |      | Hier wohnte Paula Ring geb. Waller Jg. 1912 deportiert 1942 Stutthof Raasiku ermordet 26.9.1942                                                   | 29. März 2011 |                           |
| Kathinka Waller         | Breite Straße 24 ·      |      | Hier wohnte Kathinka Waller geb. Kleeblatt Jg. 1884 Schicksal unbekannt                                                                           | 29. März 2011 |                           |
| Herz Kaufmann           | Breite Straße 25 ·      |      | Hier wohnte Herz Kaufmann Jg. 1882 Schicksal unbekannt                                                                                            | 29. März 2011 |                           |
| Rosa Kaufmann           | Breite Straße 25 ·      |      | Hier wohnte Rosa Kaufmann geb. Klein Jg. 1893 deportiert 1942 ermordet im besetzten Polen                                                         | 29. März 2011 |                           |
| Marianne Berberich      | Breite Straße 31 ·      |      | Hier wohnte Marianne Berberich geb. Heimann Jg. 1870 Flucht 1938 Holland interniert Westerbork deportiert 1943 Sobibor ermordet 26.3.1943         | 14. Juli 2021 |                           |
| Adolf Berberich         | Breite Straße 31 ·      |      | Hier wohnte Adolf Berberich Jg. 1901 deportiert 1943 Auschwitz ermordet 30.6.1944                                                                 | 14. Juli 2021 |                           |
| Therese Berberich       | Breite Straße 31 ·      |      | Hier wohnte Therese Berberich geb. Reinemann Jg. 1915 interniert Westerbork deportiert 1944 Auschwitz ermordet 10.2.1944                          | 14. Juli 2021 |                           |
| Manfred Berberich       | Breite Straße 31 ·      |      | Hier wohnte Manfred Berberich Jg. 1938 interniert Westerbork deportiert 1944 Auschwitz ermordet 10.2.1944                                         | 14. Juli 2021 |                           |
| Berta Heim              | Hanauer Landstraße 10 · |      | Hier wohnte Berta Heim geb. Gotthelf Jg. 1895 unfreiwillig verzogen 1940 Frankfurt/Main verhaftet Ravensbrück ermordet 30.4.1942                  | 14. März 2013 |                           |
| Sally Gotthelf          | Hanauer Landstraße 10 · |      | Hier wohnte Sally Gotthelf Jg. 1893 unfreiwillig verzogen 1940 Frankfurt/Main Schicksal unbekannt                                                 | 14. März 2013 |                           |
| Margarete Gotthelf      | Hanauer Landstraße 10 · |      | Hier wohnte Margarete Gotthelf geb. Kluin Jg. 1909 verhaftet 1941 Frauenzuchthaus Ziegenhain Zwangsarbeit bis Anfang 1945 Schicksal unbekannt     | 14. März 2013 |                           |
| Amanda Gotthelf         | Hanauer Landstraße 10 · |      | Hier wohnte Amanda Gotthelf Jg. 1930 eingewiesen 1941 Landeserziehungsanstalt Homberg/Efze 'verlegt' 1.10.1943 Hadamar ermordet 22.10.1943        | 14. März 2013 |                           |
| Edeltrud Gotthelf       | Hanauer Landstraße 10 · |      | Hier wohnte Edeltrud Gotthelf Jg. 1932 eingewiesen 1941 Landeserziehungsanstalt Homberg/Efze 'verlegt' 1.10.1943 Hadamar ermordet 11.11.1943      | 14. März 2013 |                           |
| Alfred Gotthelf         | Hanauer Landstraße 10 · |      | Hier wohnte Alfred Gotthelf Jg. 1933 eingewiesen 1941 Landeserziehungsanstalt Homberg/Efze 'verlegt' 1.10.1943 Hadamar ermordet 20.10.1943        | 14. März 2013 |                           |
| Klara Gotthelf          | Hanauer Landstraße 10 · |      | Hier wohnte Klara Gotthelf Jg. 1937 eingewiesen 1941 Landeserziehungsanstalt Homberg/Efze 'verlegt' 1.10.1943 Hadamar ermordet 26.10.1943         | 14. März 2013 |                           |
| Markus Hirschmann       | Kirchstraße 12 ·        |      | Hier wohnte Markus Hirschmann Jg. 1852 vor Deportation tot 1942                                                                                   | 17. Okt. 2009 |                           |
| Frieda Hirschmann       | Kirchstraße 12 ·        |      | Hier wohnte Frieda Hirschmann Jg. 1890 deportiert 1941 ermordet in Minsk                                                                          | 17. Okt. 2009 |                           |
| Lazarus Waller          | Louisenstraße 18 ·      |      | Hier wohnte Lazarus Waller Jg. 1876 deportiert 1942 Theresienstadt ermordet 26.9.1942 Treblinka                                                   | 14. März 2013 |                           |
| Fanny Waller            | Louisenstraße 18 ·      |      | Hier wohnte Fanny Waller geb. Worms Jg. 1876 deportiert 1942 Theresienstadt ermordet 26.9.1942 Treblinka                                          | 14. März 2013 |                           |
| Max Löb                 | Mainstraße 1 ·          |      | Hier wohnte Max Löb Jg. 1889 deportiert 1941 Minsk ermordet 12.11.1941                                                                            | 17. Okt. 2015 |                           |
| Gustav Schmidt          | ·                       |      | Hier wohnte Gustav Schmidt Jg. 1877 deportiert 1941 Kowno ermordet 25.11.1941                                                                     | 29. März 2011 |                           |
| Lina Schmidt            | ·                       |      | Hier wohnte Lina Schmidt geb. Fuld Jg. 1882 deportiert 1941 Kowno ermordet 25.11.1941                                                             | 29. März 2011 |                           |
| Mathilde Heinemann      | Nebenstraße 33 ·        |      | Hier wohnte Mathilde Heinemann geb. Schmidt Jg. 1875 deportiert 1942 Treblinka ermordet 29.9.1942                                                 | 19. März 2011 |                           |
| Moses Berberich         | Nebenstraße 35 ·        |      | Hier wohnte Moses Berberich Jg. 1888 'Schutzhaft' 1938 Buchenwald deportiert 1941 Łodz/Litzmannstadt ermordet                                     | 14. Juli 2021 |                           |
| Erna Berberich          | Nebenstraße 35 ·        |      | Hier wohnte Erna Berberich geb. Pollack Jg. 1896 deportiert 1941 Łodz/Litzmannstadt ermordet                                                      | 14. Juli 2021 |                           |
| Laura Liesel Berberich  | Nebenstraße 35 ·        |      | Hier wohnte Laura Liesel Berberich geb. Löwe Jg. 1898 Flucht 1939 Holland interniert Westerbork deportiert 1944 Auschwitz ermordet 11.2.1944      | 14. Juli 2021 |                           |
| Frieda Rosenthal        | Oberhaagstraße 4 ·      |      | Hier wohnte Frieda Rosenthal geb. Waller Jg. 1873 deportiert 22.11.1942 Kowno ermordet 25.11.1942                                                 | 17. Okt. 2009 |                           |
| Hedwig Rosenthal        | Oberhaagstraße 4 ·      |      | Hier wohnte Hedwig Rosenthal Jg. 1904 deportiert 22.11.1942 Kowno ermordet 25.11.1942                                                             | 17. Okt. 2009 |                           |
| Albert Rosenthal        | Oberhaagstraße 4 ·      |      | Hier wohnte Albert Rosenthal Jg. 1905 deportiert 22.11.1942 Kowno ermordet 25.11.1942                                                             | 17. Okt. 2009 |                           |
| Julius Rosenthal        | Oberhaagstraße 4 ·      |      | Hier wohnte Julius Rosenthal deportiert 22.11.1942 ermordet in Minsk                                                                              | 17. Okt. 2009 |                           |
| Salomon Waller          | Oberhaagstraße 5 ·      |      | Hier wohnte Salomon Waller Jg. 1872 deportiert 1942 Theresienstadt ermordet 24.1.1943                                                             | 14. März 2013 |                           |
| Nanny Waller            | Oberhaagstraße 5 ·      |      | Hier wohnte Nanny Waller geb. Hammel Jg. 1873 deportiert 1942 Theresienstadt ermordet 29.12.1943                                                  | 14. März 2013 |                           |
| Josef Waller            | Oberhaagstraße 6 ·      |      | Hier wohnte Josef Waller Jg. 1873 deportiert 1.9.1942 Theresienstadt ermordet 7.9.1943                                                            | 17. Okt. 2009 |                           |
| Frieda Waller           | Oberhaagstraße 6 ·      |      | Hier wohnte Frieda Waller geb. Hirschmann Jg. 1874 deportiert 1.9.1942 Theresienstadt ermordet 15.5.1944 Auschwitz                                | 17. Okt. 2009 |                           |
| Abraham Berberich       | Oberhaagstraße 29 ·     |      | Hier wohnte Abraham Berberich Jg. 1869 Flucht 1939 Belgien interniert Mechelen deportiert 1943 Auschwitz ermordet April 1943                      | 14. Juli 2021 |                           |
| Eva Berberich           | Oberhaagstraße 29 ·     |      | Hier wohnte Eva Berberich geb. Teilhaber Jg. 1874 Flucht 1939 Belgien 1941 USA                                                                    | 14. Juli 2021 |                           |
| Leopold Waller          | Steingasse 3 ·          |      | Hier wohnte Leopold Waller Jg. 1886 deportiert 1941 Łodz/Litzmannstadt ermordet                                                                   | 17. Okt. 2015 |                           |
| Johanna Waller          | Steingasse 3 ·          |      | Hier wohnte Johanna Waller geb. Jakob Jg. 1891 deportiert 1941 Łodz/Litzmannstadt ermordet                                                        | 17. Okt. 2015 |                           |
| Kopfstein               | Steingasse 10 ·         |      | Sie waren Mitglieder der Synagogengemeinde Sie wohnten in Großauheim                                                                              | 17. Okt. 2015 |                           |
| Meier Hirschmann        | Steingasse 10 ·         |      | Meier Hirschmann Jg. 1885 deportiert 1941 Minks ermordet 12.11.1941                                                                               | 17. Okt. 2015 |                           |
| Ida Hirschmann          | Steingasse 10 ·         |      | Ida Hirschmann geb. Hahn Jg. 1892 deportiert 1941 Minks ermordet 12.11.1941                                                                       | 17. Okt. 2015 |                           |
| Heinz Hirschmann        | Steingasse 10 ·         |      | Heinz Hirschmann Jg. 1920 'Schutzhaft' 1938 Buchenwald Flucht 1939 USA                                                                            | 17. Okt. 2015 |                           |
| Paul Ludwig Hirschmann  | Steingasse 10 ·         |      | Paul Ludwig Hirschmann Jg. 1923 deportiert 1941 Minks ermordet 12.11.1941                                                                         | 17. Okt. 2015 |                           |
| Lothar Hirschmann       | Steingasse 10 ·         |      | Lothar Hirschmann Jg. 1931 deportiert 1941 Minks ermordet 12.11.1941                                                                              | 17. Okt. 2015 |                           |
| Jenny Johanna Löb       | Unterhaagstraße 3 ·     |      | Hier wohnte Jenny Johanna Löb geb. Neustädter Jg. 1874 deportiert 1942 Izbica ermordet in Sobibor                                                 | 17. Okt. 2015 |                           |
| Leopold Waller          | Unterhaagstraße 9/11 ·  |      | Hier wohnte Leopold Waller Jg. 1867 deportiert 1942 Theresienstadt ermordet 17.12.1942                                                            | 17. Okt. 2015 |                           |
| Karl Strauss            | Unterhaagstraße 30 ·    |      | Hier wohnte Karl Strauss Jg. 1878 'Schutzhaft' 1938 Buchenwald deportiert 1942 Izbica ermordet in Sobibor                                         | 17. Okt. 2015 |                           |
| Else Strauss            | Unterhaagstraße 30 ·    |      | Hier wohnte Else Strauss geb. Sonn Jg. 1884 deportiert 1942 Izbica ermordet in Sobibor                                                            | 17. Okt. 2015 |                           |